# Stephen Leatherman
Stephen Parker Leatherman (alias Dr. Beach; * 6. November 1947 in Charlotte, North Carolina) ist ein US-amerikanischer Geowissenschaftler.

## Leben
1970 erlangte Stephen Leatherman einen Bachelor of Science in Geowissenschaften an der North Carolina State University. Sechs Jahre später promovierte er an der University of Virginia. Seit 1997 ist Stephen Leatherman sowohl Direktor des Instituts für Küstenforschung (Laboratory of Costal Research) als auch Direktor des Internationalen Hurrikanzentrums (Director of the International Hurricane Research Center) an der Florida International University, an der er auch als ordentlicher Professor (chair Professor) für Umweltforschung (Environmental studies) tätig ist. Er hat zahlreiche wissenschaftliche Artikel über Sedimentdynamik von Stränden publiziert.
Leatherman gilt als der bekannteste Strandexperte der USA. Seit 1991 veröffentlicht er jedes Jahr eine Liste von America’s Best Beaches mit den schönsten Stränden der USA. Er bewertet die 650 bekanntesten amerikanischen Strände nach 50 Kriterien, zu denen u. a. die Qualität des Sandes, die Sauberkeit des Wassers, die Höhe der Wellen sowie auch optische Aspekte – wie eine verbaute oder unverbaute Umgebung oder eine besonders schöne Vegetation – gehören.
Die begehrten ersten Plätze auf der Liste des „Stranddoktors“ werden fast immer von Stränden in Hawaii und Florida belegt. Um für Abwechslung auf den ersten Plätzen zu sorgen, dürfen Strände, die einmal als der schönste Strand im Land ausgezeichnet wurden, in den folgenden zehn Jahren nicht am Wettbewerb teilnehmen. Mehrere Traumstrände in Hawaii und Florida finden sich aus ebendiesem Grund nicht auf den aktuellen Listen.